# یاکوولف یاک-۵۳
یاکوولف یاک-۵۳ (به روسی: Яковлев Як-53) یک هواپیمای آموزشی آکروباتیک تک سرنشین بود که در سال ۱۹۸۱ در شوروی تولید شد.

## توسعه
نمونه اولیه یاک-۵۳ از یاک-۵۲ مشتق گرفته‌است. طراحان تصمیم گرفتند کابین جلو را حذف کنند و سایه‌بان متناسب با آن اصلاح شود. کابین خلبان از کنترل‌های پرواز یاک-۵۰ بدون بارگیری فنر یاک-۵۲ و استفاده از مخزن نمونه اولیه یاک-۵۲ برای صرفه جویی در وزن استفاده کرد که باعث شد وزن هواپیما ۱۰۰ کیلوگرم (۲۲۰ پوند) شود.